# Moon Browser
Moon Browser（ムーン ブラウザ）は、Microsoft Windows 98およびMicrosoft Windows 2000 Professionalに対応するIEコンポーネントを使用したタブブラウザで、開発者はx08z。2000年5月29日にver 0.01 Beta 1が公開され、その後2003年まで開発が行われていた。
現在公開されているバージョンのうちver 0.41 Beta 4ではマウス操作への対応状況など最近のブラウザに比べると不十分な部分もあるが、他のブラウザでもよく使われるような機能は一通り揃えられている。また、テスト版として公開されている0.50 A build 2106では0.4の主な問題がかなり解消されており扱いやすくなっている。
2003年9月以降開発が休止しているためその後普及した5ボタンマウスやマウスジェスチャーには未対応であり、これらの機能を利用したい場合は外部ソフトウェアを使用する必要がある。

## 機能
タブブラウズ
ひとつのウインドウ内でタブを切り替えて複数ページを表示する。タブには「タブ マネージャー」と呼ばれるタブ管理機能が付いており、表示中タイトルを一覧したり任意のものを複数同時に閉じることができる。
閲覧設定の簡易切り替え
画像の表示とサウンドやムービーのマルチメディア再生切り替えや、JavaScript、Java、ActiveXの実行とダウンロードのセキュリティ設定、クッキーの設定をボタンひとつで切り替えられるほか、メニューから設定をまとめて反転させることも可能となっている。
独自ブックマーク
ブックマークは独自管理だがInternet Explorerのお気に入りやNetscape bookmark形式のファイル（NetscapeシリーズやMozilla系のブラウザでブックマーク管理に利用されている）からのインポート機能を持つ。
複数同時検索
指定された検索エンジンに対し、複数同時にクエリ送信を行い、検索結果を複数のタブに同時表示する。
セキュリティゾーン対応
IEのインターネットオプションで設定されたセキュリティゾーンの設定を認識し、IEと同じようにステータスバーへと表示を行ったり、ステータスバーアイコンのダブルクリックで設定を変更したりすることが出来る。
ドッキングツールバー
標準ツールバー、サイドバー（ムーンバーと呼ばれる）、タブバーを本体から切り離して表示する出来るほか、ツールバーとムーンバーは縦置きすることも可能となっている。